# Саут-Клівленд (Теннессі)
Саут-Клівленд (англ. South Cleveland) — переписна місцевість (CDP) в США, в окрузі Бредлі штату Теннессі. Населення — 7673 особи (2020).

## Географія
Саут-Клівленд розташований за координатами 35°6′35″ пн. ш. 84°54′35″ зх. д. / 35.10972° пн. ш. 84.90972° зх. д. (35.109791, -84.909587).  За даними Бюро перепису населення США в 2010 році переписна місцевість мала площу 37,14 км², уся площа — суходіл.

## Демографія
Згідно з переписом 2010 року, у переписній місцевості мешкало 6912 осіб у 2563 домогосподарствах у складі 1965 родин. Густота населення становила 186 осіб/км².  Було 2793 помешкання (75/км²).
Расовий склад населення:
| - 92,8 % — білих - 3,0 % — чорних або афроамериканців - 0,4 % — азіатів - 0,3 % — корінних американців - 1,4 % — осіб інших рас |

До двох чи більше рас належало 2,1 %. Частка іспаномовних становила 3,9 % від усіх жителів.
За віковим діапазоном населення розподілялося таким чином: 25,2 % — особи молодші 18 років, 61,9 % — особи у віці 18—64 років, 12,9 % — особи у віці 65 років та старші. Медіана віку мешканця становила 36,9 року. На 100 осіб жіночої статі у переписній місцевості припадало 92,9 чоловіків;  на 100 жінок у віці від 18 років та старших — 90,5 чоловіків також старших 18 років.
Середній дохід на одне домашнє господарство  становив 53 749 доларів США (медіана — 45 106), а середній дохід на одну сім'ю — 60 721 долар (медіана — 53 626). Медіана доходів становила 41 760 доларів для чоловіків та 34 960 доларів для жінок. За межею бідності перебувало 15,4 % осіб, у тому числі 21,2 % дітей у віці до 18 років та 11,2 % осіб у віці 65 років та старших.
Цивільне працевлаштоване населення становило 2946 осіб. Основні галузі зайнятості: освіта, охорона здоров'я та соціальна допомога — 21,1 %, виробництво — 16,8 %, транспорт — 11,2 %, мистецтво, розваги та відпочинок — 10,6 %.